# Einbettungsmedium
Ein Einbettungsmedium, auch Einbettmedium, Einbettungsmittel, Einschlussmedium, Eindeckmedium oder mit dem englischen Begriff Mounting Medium bezeichnet, ist in der Lichtmikroskopie eine auf das zu beobachtende Objekt gegebene Substanz, die das Objekt in mikroskopischen Präparaten direkt umgibt. Das Einbettungsmedium füllt den Raum zwischen Objektträger und Deckglas möglichst vollständig aus. Die Zugabe des Mediums wird als einbetten oder einschließen bezeichnet. Dieses Einbetten ist zu unterscheiden vom Einbetten von Objekten für die weitere Behandlung, etwa Einbetten in Paraffin zum Erstellen von dünnen Schnitten. Letzteres wird im Artikel Histologische Technik erläutert.
Befinden sich die zu mikroskopierenden Objekte in einer natürlichen Umgebung, wie es etwa bei Wasserorganismen in Wasser der Fall ist, spricht man nicht von Einbettungsmedien.

## Funktionen und Anforderungen
Ein typisches lichtmikroskopisches Präparat wird hergestellt aus einem Objektträger, einem Deckglas, dem zu beobachtenden Objekt sowie einer Flüssigkeit, die den Raum zwischen Objektträger und Deckglas ausfüllt. Diese Flüssigkeit kann Wasser sein, oder eben ein Einbettungsmedium.
Einbettungsmedien stellen ein optisch möglichst gleichmäßiges Präparat her, indem sie ungewollte Reflexionen oder Unterschiede im Brechungsindex innerhalb des Präparats minimieren. Für gefärbte Präparate sollte der Brechungsindex ähnlich dem des Objekts sein, um ein reines Absorptionsbild zu erhalten. Für gefärbte Pflanzenschnitte wird ein Brechungsindex von 1,53–1,54 empfohlen. Sollen dagegen ungefärbte Strukturen des Objekts sichtbar gemacht werden, so müssen die beiden Brechungsindices möglichst unterschiedlich sein.
Meist werden Medien verwendet, die einen Brechungsindex ähnlich dem des Glases des Objektträger und des Deckglases haben, um möglichst wenig optische Abweichungen beim Übergang zu erzeugen. Sonst können beispielsweise sphärische Aberrationen auftreten. Bei hochwertigen kommerziellen Einbettungsmedien wird der Brechungsindex vom Hersteller angegeben.
Außerdem können Einbettungsmedien konservierende Wirkung haben, so dass sich Präparate über lange Zeiträume aufheben lassen. Dabei darf das verwendete Einbettungsmedium eine eventuelle Färbung und auch das Präparat selbst nicht beeinträchtigen.
Einbettungsmedien für die Fluoreszenzmikroskopie enthalten häufig spezielle Zusätze, die ein Ausbleichen der Fluoreszenzfarbstoffe vermindern. Generell sollten Einbettungsmedien keine Eigenfluoreszenz aufweisen.

## Unterschiedliche Arten von Medien

### Flüssig bleibende und aushärtende Medien
Manche Medien, wie etwa Glycerin, bleiben dauerhaft flüssig. Nach Aufbringen des Deckglases wird bei derartigen Präparaten das Deckglas meist mit einem Lack (etwa farblosem Nagellack) umrandet, um eine dauerhafte Verbindung zum Objektträger zu erzeugen.
Andere Mittel härten aus: Das Lösungsmittel verdampft durch längeres Trocknen, dadurch zieht sich das Einbettungsmittel zusammen und wird trocken. Ein zusätzliches umranden mit Lack ist nicht erforderlich. Ein vollständiges Austrocknen kann zwei bis drei Monate dauern.

### Wasserlösliche und -unlösliche Medien
Wasserlösliche (hydrophile) Einbettungsmedien können direkt nach einem letzten Färbeschritt zugegeben werden. Bei Verwendung von wasserunlöslichen (hydrophoben) Medien muss das Präparat dagegen zuerst entwässert werden. Dies geschieht in der Regel über eine aufsteigende Alkoholreihe, also Wasser-Ethanol-Gemische mit 50, 70, 96 % Ethanol, oder mit mehr Zwischenstufen. Auch Propanol oder Isopropanol können zum Einsatz kommen. Eine zusätzliche Vorbehandlung mit dem Lösungsmittel des Einbettungsmediums (zum Beispiel Xylol) kann ebenfalls erforderlich sein, wenn sich die enthaltenen Substanzen mit Alkohol nicht verbinden können.

### Einbettungsmedien für die Fluoreszenzmikroskopie
Eine Schwierigkeit bei der Fluoreszenzmikroskopie ist das Ausbleichen der fluoreszierenden Farbstoffe. Dieses Ausbleichen kann durch die Zugabe geeigneter Chemikalien zum Einbettungsmedium vermindert werden, zum Beispiel in ein Glycerin-Wasser-Gemisch. Derartige Substanzen sind DABCO, Propylgallat oder p-Phenylendiamin (PPD).
Heute werden häufig kommerzielle Einbettungsmedien verwendet, in denen Antibleichmittel enthalten sind.

## Beispiele
In früheren Zeiten wurde als Einbettungsmittel häufig Kanadabalsam verwendet, ein natürliches Baumharz, das in Xylol gelöst wird. Der Brechungsindex ist 1,52 im flüssigen und 1,54 im ausgehärteten Zustand. Weitere früher verwendete Natureinbettunsmittel waren Zedernöl (1,51) und Nelkenöl (1,53).
In der modernen Histologie sind Kunstharze gebräuchlich, etwa solche auf Basis von Polystyrol oder Mischacrylaten. Diese wasserunlöslichen Einbettungsmedien enthalten ein Lösungsmittel, das verdunstet und das Harz hart werden lässt.
Reines Glycerin hat einen Brechungsindex von etwa 1,47. Der liegt damit deutlich dichter am Brechungsindex 1,52 von Deckgläsern als Wasser mit 1,33. Viele histologische Färbungen sind in Glycerin nicht stabil, so dass es hierfür selten Verwendung findet. Bei Fluoreszenzfärbungen ist die Einbettung in Glyceringemischen jedoch häufiger anzutreffen. 
Glyceringelatine nach Kaiser wurde 1880 in die Mikroskopie eingeführt. Sie besteht aus einer Mischung von Glycerin, Wasser und Gelatine. Wie Gelatine ist sie wasserlöslich, durch den Gelatineanteil ist das Medium aber bei Zimmertemperatur fest. Zum Aufbringen auf das Präparat wird sie daher erwärmt. Der Brechungsindex liegt bei 1,472 bis 1,474. Glyceringelatine hat den Nachteil, dass sie die Kernfärbung bei Hämatoxylin-Farbstoffen zerstört.
Festwerdende wasserunlösliche Einbettungsmedien enthalten Kunstharze aus Polystyrol oder Methylmethacrylat sowie Lösungsmittel wie Toluol oder Xylol. Beispiele für verbreitete kommerzielle Mittel sind Euparal, Eukitt und Malinol.
Die Muster auf den Schalen mancher Kieselalgen (auch: Diatomeen) können auf Grund ihrer Regelmäßigkeit und geringen Größe für die Beurteilung der Güte von Mikroskopobjektiven herangezogen werden. Damit diese Muster erkennbar werden, muss das Einbettungsmedium einen Brechungsindex haben, der deutlich über dem der Kieselalgenschale von 1,41 unterscheidet. Hier werden Mittel mit Brechungsindices ab 1,58 (Styrax), mit 1,7 (Hyrax), 1,8 (Sirax) bis zu 2,4 (Realgar) empfohlen.